# Borne armoriée de Messeix
La borne armoriée est une borne frontière située entre les communes de Messeix et de Saint-Sulpice dans le département français du Puy-de-Dôme, en région Auvergne-Rhône-Alpes.

## Historique

### Protection
La borne est classée au titre des monuments historiques par arrêté du 23 octobre 1972.